# Віллі Донахі
Віллі Донахі (англ. Willie Donachie, нар. 5 жовтня 1951, Глазго) — шотландський футболіст, що грав на позиції захисника. По завершенні ігрової кар'єри — тренер.
Виступав, зокрема, за «Манчестер Сіті», з яким став дворазовим володарем Кубка англійської ліги та переможцем Кубка кубків УЄФА та Суперкубка Англії. Також грав за національну збірну Шотландії, з якою був учасником двох чемпіонатів світу (1974 і 1978).

## Клубна кар'єра
Донахі народився в Глазго, але почав свою футбольну кар'єру в Англії в молодіжній команді «Манчестер Сіті» і у грудні 1968 року підписав перший професійний контракт з клубом. У Першому дивізіоні він дебютував 7 лютого 1970 року в матчі проти «Ноттінгем Форест» (1:1). У тому ж році він виграв з командою Кубок володарів кубків та Кубок англійської ліги. У 1972 році здобув Суперкубок Англії а 1976 році він знову переміг з клубом в Кубку англійської ліги. Загалом у рідній команді Віллі провів одинадцять сезонів, взявши участь у 351 матчах чемпіонату.
1980 року Віллі відправився до США, де став виступати у НАСЛ за «Портланд Тімберз». Він повернувся до Англії у вересні 1981 року, приєднавшись до клубу Другого дивізіону «Норвіч Сіті» за 200 000 фунтів стерлінгів, але повернувся в Портленд в березні 1982 року. У листопаді того ж року, після того як клуб було розформовано, він приєднався до «Бернлі», знову з Другого дивізіону і в першому ж сезоні вилетів до Третього.
1984 року перейшов до клубу «Олдем Атлетик», за який відіграв 7 сезонів у Другому дивізіоні, займаючи посаду граючого тренера. Граючи у складі «Олдем Атлетік» також здебільшого виходив на поле в основному складі команди. Завершив професійну кар'єру футболіста виступами за команду «Олдем Атлетік» у 1991 році.

## Виступи за збірну
1972 року дебютував в офіційних матчах у складі національної збірної Шотландії, а вже за два роки поїхав з командою на чемпіонат світу 1974 року у ФРН, втім на поле не виходив. А на наступному чемпіонаті світу 1978 року в Аргентині Донахі зіграв у матчах з Іраном (1:1) і Нідерландами (3:2), але шотландці не вийшли з групи.
Всього протягом кар'єри у національній команді, яка тривала 7 років, провів у формі головної команди країни 35 матчів.

## Кар'єра тренера
З липня 1984 року паралельно з грою за «Олдем Атлетик» був і асистентом головного тренера клубу Джо Ройла. В 1995 році перейшов услід за ним у «Евертон», а потім і «Манчестер Сіті», де займав ту ж посаду помічника. У травні 2001 року Ройл був звільнений, але Донахі вирішив залишитися в Манчестері, ставши помічником нового тренера Кевіна Кігана.
У листопаді 2001 року Віллі покинув Сіті і став помічником Террі Йората в «Шеффілд Венсдей». Втім у команді провів менше року і 28 жовтня 2002 року він повернувся до роботи з Джо Ройлом, ставши його помічником в «Іпсвіч Тауні», провівши разом майже чотири роки.
У червні 2006 року став асистентом Найджела Спекмена у «Міллволлі», а вже восени того ж року, після звільнення останнього, сам став головним тренером клубу. Він був звільнений зі своєї першої посади головного тренера у жовтні 2007 року, після того, як клуб показував низькі результати і був у нижній частині Першої ліги, третього за рівнем дивізіону Англії. Після цього 2008 року недовго був головним тренером збірної Антигуа і Барбуди.
У грудні 2009 року Донахі був призначений помічником директора в академії «Ньюкасл Юнайтед», а у грудні 2010 року він був призначений на посаду тренера молодіжної команди «сорок». 6 лютого 2014 року Донахі подав у відставку після поразки 0:2 від молодіжної команди «Сандерленда».
У жовтні 2014 року Донахі був призначений помічником менеджера Пола Мюррея в «Гартлпул Юнайтед», але вже 6 грудня 2014 року вони обидва були звільненні після сенсаційної поразки у Кубку Англії від аматорської команди «Блайт Спартанс». Після цього Донахі став головним тренером клубу «Темекула» в Національній футбольній Прем'єр-лізі, четвертого за рівнем дивізіону США.
У 2018 році Донахі був призначений на посаду головного тренера національної збірної Монтсеррату, напередодні відбіркової кампанії до історичного першого розіграшу Ліги націй КОНКАКАФ.

## Титули і досягнення
- Володар Кубка Футбольної ліги (2):

«Манчестер Сіті»: 1969–70, 1975–76
- Володар Суперкубка Англії (1):

«Манчестер Сіті»: 1972
- Володар Кубка кубків УЄФА (1):

«Манчестер Сіті»: 1969–70